# المؤشرات الحيوية للتصلب المتعدد
تعد العديد من المؤشرات الحيوية لتشخيص التصلب المتعدد وتطور المرض والاستجابة للأدوية (الحالية أو المتوقعة) قيد البحث. في حين أن معظمها ما يزال قيد البحث، لكن بعضها قد قرر بالفعل:
- الأربطة الأوليجكلونية: تقدم البروتينات الموجودة في الجهاز العصبي المركزي أو في الدم. تلك الموجودة في الجهاز العصبي المركزي ولكن ليس في الدم تشير إلى تشخيص مرض التصلب العصبي المتعدد.
- تفاعل MRZ: استجابة مناعية متعددة الأنواع مضادة للفيروسات ضد فيروسات الحصبة والحصبة الألمانية والنطاقية وجدت في عام 1992.[1] في بعض التقارير، أظهر MRZR حساسية أقل من OCB (70% مقابل 100%)، لكن خصوصية أعلى (69% مقابل 92%) لمرض التصلب العصبي المتعدد.[1]
- سلاسل الضوء الحر (FLC). أفاد العديد من المؤلفين أنها قابلة للمقارنة أو حتى أفضل من العصابات قليلة النسيلة.[2]

يمكن أن تكون من عدة أنواع مثل المؤشرات الحيوية لسوائل الجسم أو المؤشرات الحيوية للتصوير أو المؤشرات الحيوية الجينية. من المتوقع أن يلعبوا دورًا مهمًا في المستقبل القريب لمرض التصلب العصبي المتعدد.

## التصنيف
يمكن تصنيف المؤشرات الحيوية وفقًا لعدة معايير. من الشائع تصنيفها وفقًا لمصدرها (المؤشرات الحيوية للتصوير، المؤشرات الحيوية لسوائل الجسم، المؤشرات الحيوية الجينية) أو فائدتها (التشخيص والتطور والاستجابة للأدوية).
من بين المؤشرات الحيوية للتصوير في مرض التصلب العصبي المتعدد الأكثر شهرة التصوير بالرنين المغناطيسي بطريقتين، تباين الجادولينيوم وآفات ارتفاع ضغط T2، ولكن من المهم أيضًا التصوير المقطعي بالإصدار البوزيتروني و OCT.
من بين المؤشرات الحيوية لسوائل الجسم الأكثر شهرة هي الأربطة الأوليجكلونية في السائل الدماغي النخاعي ولكن العديد من المؤشرات الحيوية الأخرى قيد البحث.
المؤشرات الحيوية الجينية قيد الدراسة، ولكن لا يوجد شيء قاطع حتى الآن.
من خلال معالجة التصنيف من خلال فائدته، لدينا مؤشرات حيوية للتشخيص، ومؤشرات حيوية للتطور، واستجابة للمؤشرات الحيوية للأدوية.

## المؤشرات الحيوية للتشخيص
بصرف النظر عن مشاركته المحتملة في التسبب في المرض، اقترح فيتامين د كعلامة حيوية لتطور المرض.
يشخص مرض التصلب العصبي المتعدد دائمًا عن طريق الفحص السريري، بدعم من التصوير بالرنين المغناطيسي أو اختبارات السائل النخاعي. وفقًا لكل من فرضية المناعة الذاتية البحتة وفرضية التوسط المناعي، يتوقع الباحثون العثور على مؤشرات حيوية قادرة على تقديم تشخيص أفضل، وقادرة على التنبؤ بالاستجابة لمختلف العلاجات المتاحة.
اعتبارًا من عام 2016، لم يعثر على علامة بيولوجية محددة لمرض التصلب العصبي المتعدد، ولكن العديد من الدراسات تحاول العثور على واحد. يركز بعض الباحثين أيضًا على تشخيص محدد لكل من الدورات السريرية.
يركز بعض الأشخاص على اختبارات الدم، نظرًا لسهولة توفر التشخيص. من بين الدراسات الخاصة باختبارات الدم، فإن أعلى حساسية ونوعية قد أبلغ عنها حتى الآن هي اختبار كريات الدم الحمراء (s=98.3%, e=89.5%) كما جرى الحصول على نتيجة جيدة باستخدام أنماط مثيلة من حطام الخلية المنتشر وهي محددة لعدد من الحالات، بما في ذلك RRMS هناك جهود مستمرة لتكون قادرة على تشخيص مرض التصلب العصبي المتعدد عن طريق تحليل حطام المايلين في مجرى الدم.
اعتبارًا من عام 2014، كانت المؤشرات الحيوية الوحيدة المحددة تمامًا التي عثر عليها هي أربعة بروتينات في CSF: CRTAC-IB (بروتين حمضي للغضروف)، والتترانكتين (بروتين مرتبط بالبلازمينوجين)، وبروتين شبيه بـ SPARC (خلية ملزمة للكالسيوم تشير إلى بروتين سكري)، وأوتوتاكسين- تي (إنزيم فسفوديستيراز) توسعت هذه القائمة في عام 2016، حيث أبلغ عن ثلاثة بروتينات CSF (الغلوبولين المناعي) محددة لمرض التصلب العصبي المتعدد. وهي الغلوبولينات المناعية التالية: Ig γ-1 (منطقة السلسلة C)، سلسلة Ig الثقيلة V-III (منطقة BRO) وسلسلة Ig-κ (منطقة C).

## الأضرار الموجودة وتطور المرض
خلال تجربة سريرية لأحد الأدوية الرئيسية لمرض التصلب العصبي المتعدد، أدخلت قسطرة في بطينات دماغ المرضى. قيم الضرر الحالي وربط بسوائل الجسم. بفضل شجاعة هؤلاء المتطوعين، نعلم الآن أنه في مرض التصلب العصبي المتعدد، يعد مستوى السلسلة الخفيفة للخيوط العصبية (NF-L)، في CSF والمصل، علامة حساسة ومحددة لإصابة محور عصبي للمادة البيضاء.
حول المؤشرات الحيوية لصور التصوير بالرنين المغناطيسي، اقترح الانتشار الشعاعي كمؤشر حيوي مرتبط بمستوى الميالين في آفات التصلب المتعدد. ومع ذلك، فإنه يتأثر أيضًا بتدمير الأنسجة، ما قد يؤدي إلى المبالغة في تدابير الانتشار. يمكن أن يكون الانتشار أكثر دقة. تشير الأنماط المميزة للانتشار في آفات التصلب المتعدد إلى أن فقدان المحور العصبي يسيطر في قلب T1 hypointense وأن تأثيرات إزالة / إعادة الميالين يمكن اكتشافها بشكل أفضل فيT2-rim، حيث يوجد الحفاظ النسبي على السلامة الهيكلية.